# Kourion-Museum
Koordinaten: 34° 40′ 10,6″ N, 32° 54′ 3,7″ O
Das Kourion-Museum (englisch Local Kourion Museum) ist ein kleines lokales Museum im Dorf Episkopi nahe der antiken Stadt Kourion an der Südküste der Mittelmeerinsel Zypern. In ihm werden in zwei Sälen hauptsächlich archäologische Funde aus der Antike gezeigt, die im Apollon-Hylates-Heiligtum bei Kourion und in der unmittelbaren Umgebung ausgegraben wurden.

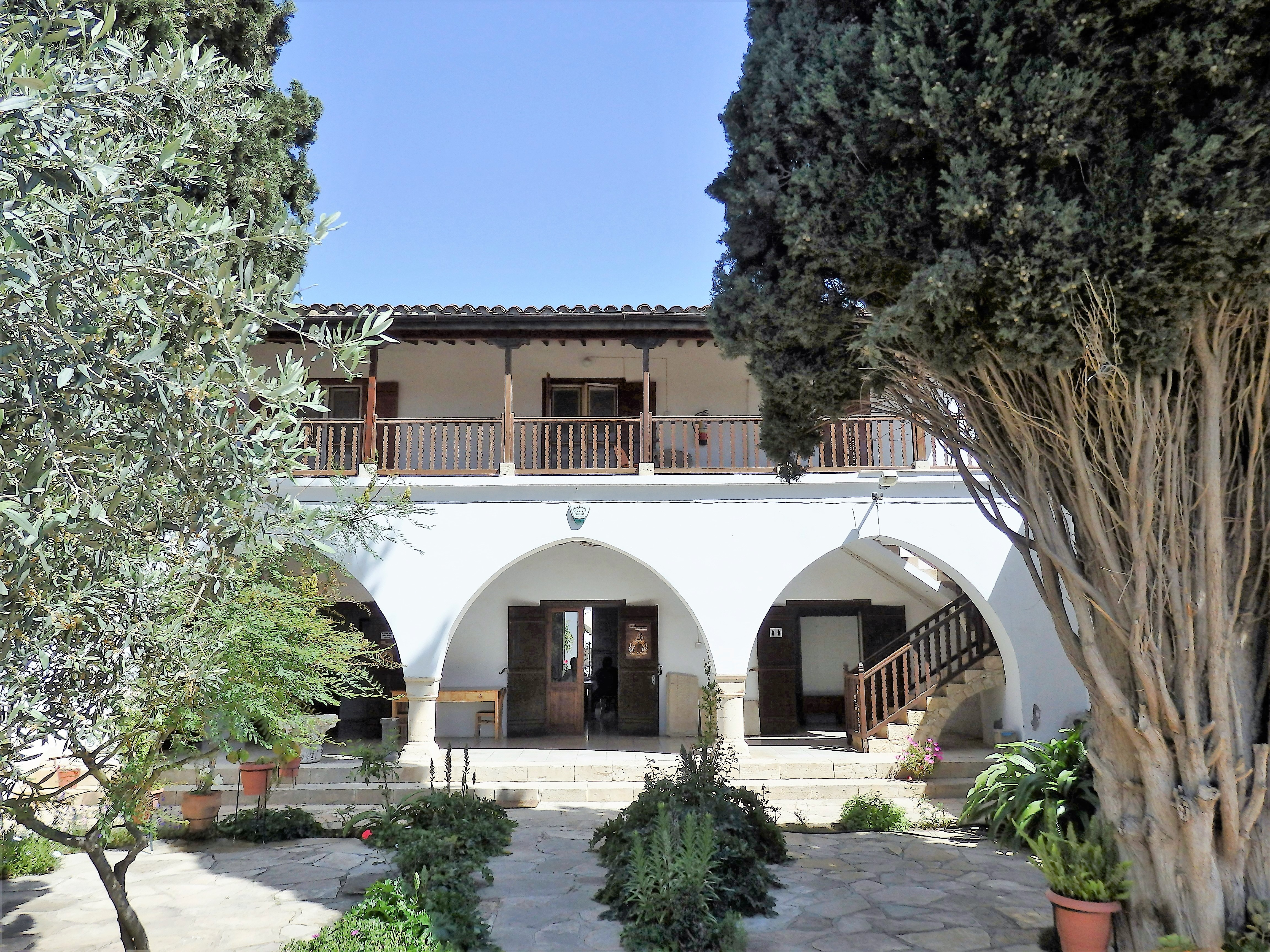
Museumsgebäude von Kourion, Eingang

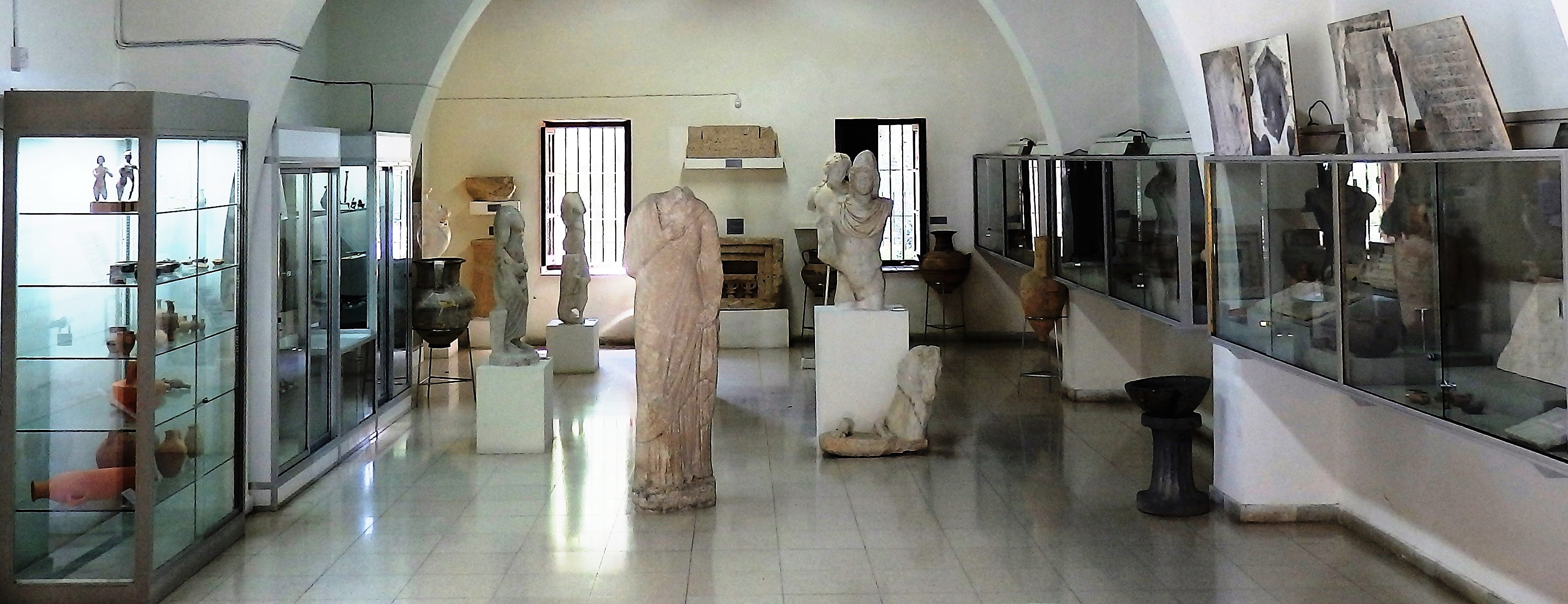
Saal 2 des Kourion-Museums

## Lage
Das Museum liegt im Zentrum des Dorfes Episkopi (im Bezirk Limassol, unmittelbar nördlich der britischen Basis Akrotiri), etwa eineinhalb Kilometer nordöstlich der Ausgrabungsstätte Kourion.

## Exponate
Gezeigt werden vor allem Keramikgefäße, Votivgaben, Marmorreliefs mit Inschriften und andere archäologische Funde von der zypro-archaischen bis in die römische Zeit. In einer Vitrine werden drei Opfer des Erdbebens vom 23. Juli des Jahres 365 gezeigt: die Skelette eines ca. 25-jährigen Mannes, der eine etwa 19-jährige Frau mit einem eineinhalbjährigen Baby umarmt. Die Reste des Hauses, in dem die junge Familie verschüttet wurde, sind auf der Akropolis von Kourion zwischen der Basilika und dem Theater auf dem großen Ausgrabungsgelände in der Nähe zu besichtigen.

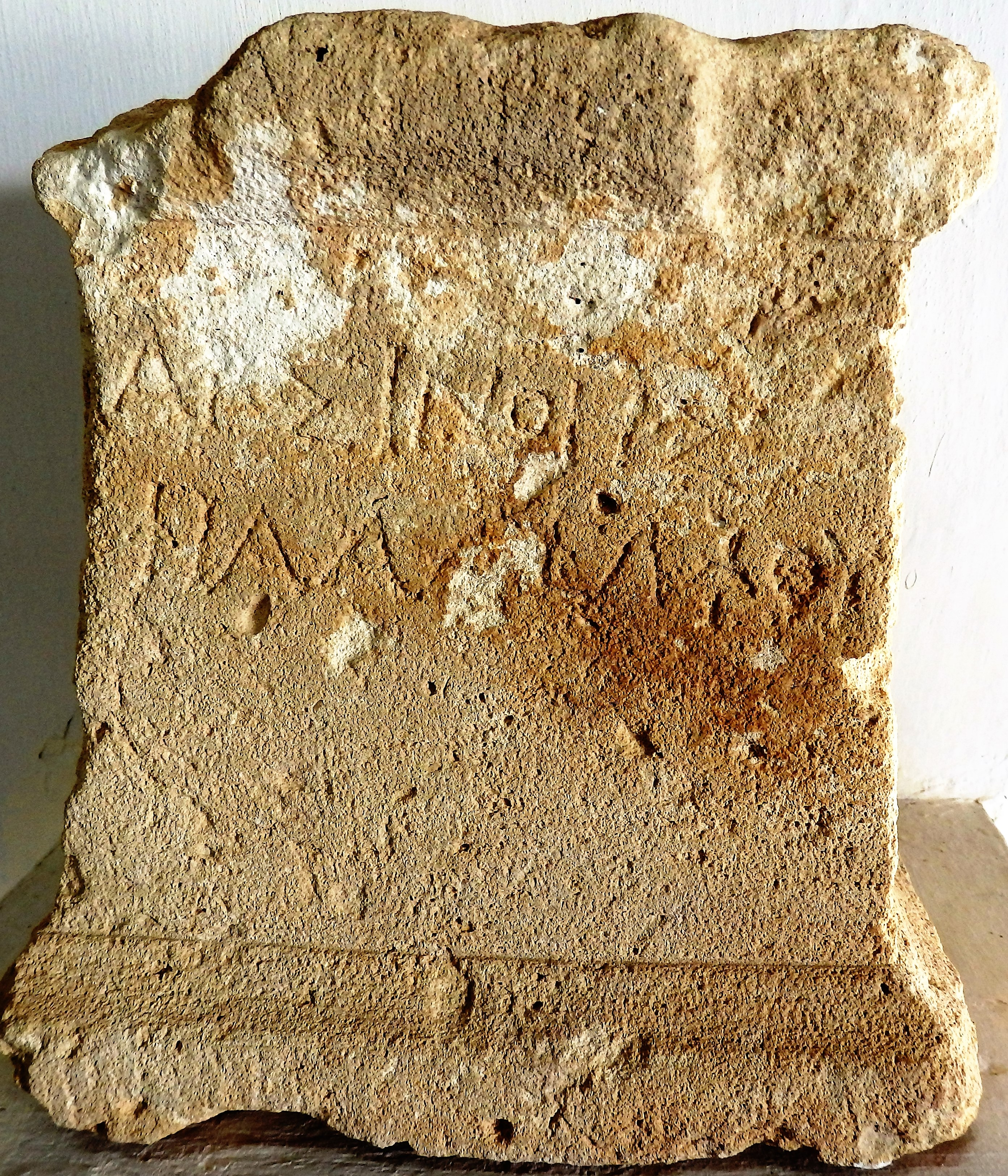
Altar für Arsinoe (Tochter von Ptolemaios I.), Kourion-Museum
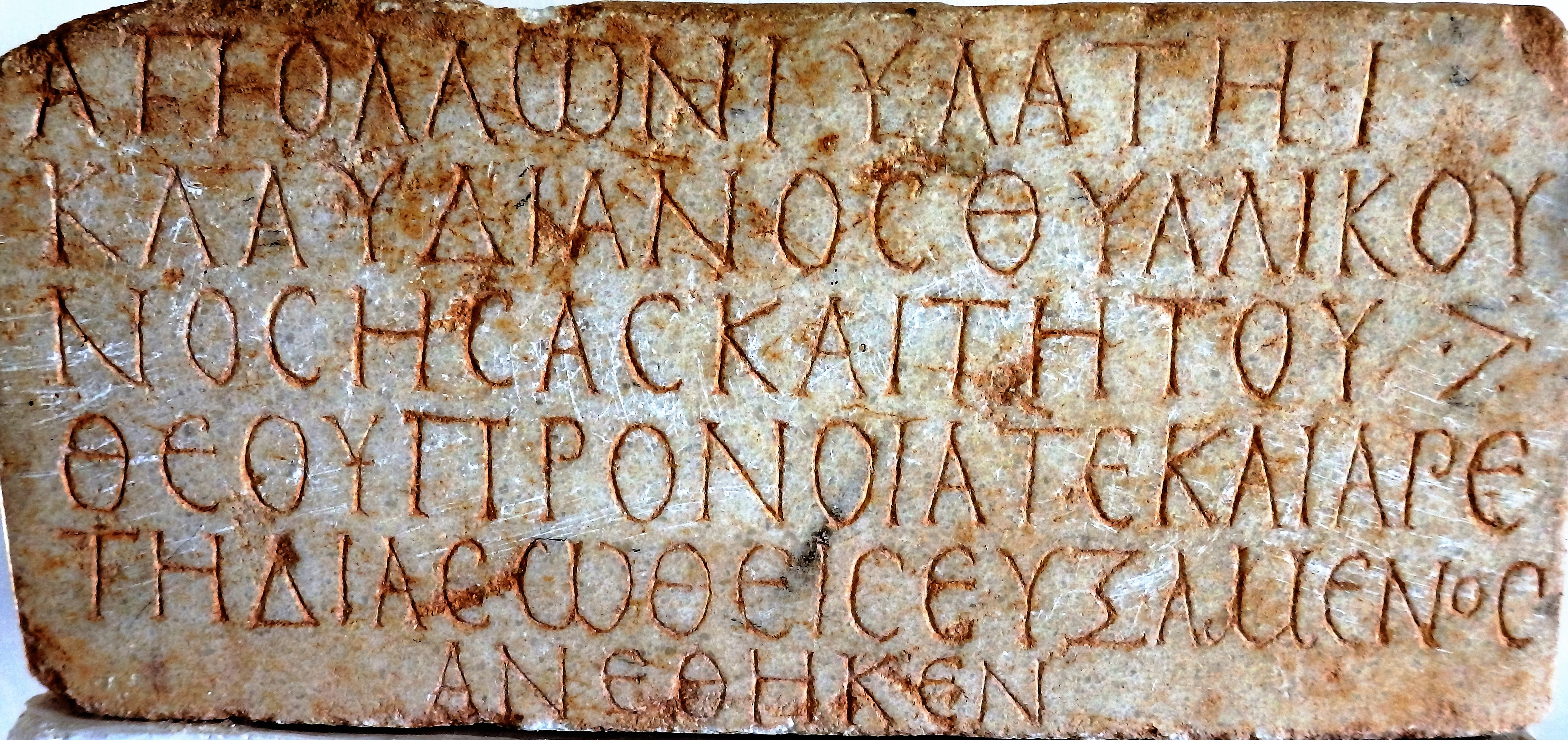
Relief mit Dankesinschrift für Genesung an Apollo Hylates, Kourion-Museum
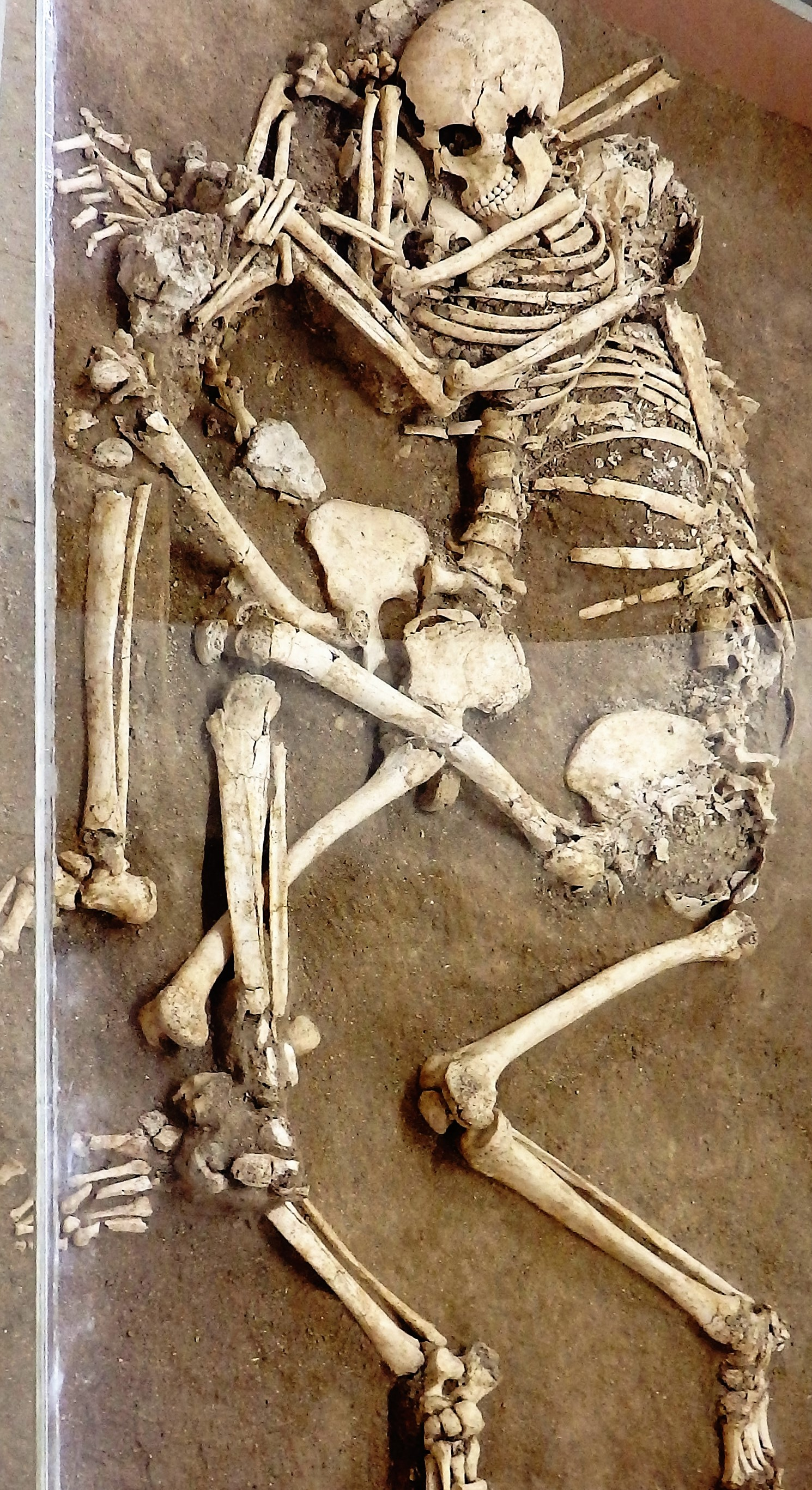
Erdbebenopfer vom 23. Juli 365, Kourion-Museum